# Concord (Massachusetts)
Concord ist eine kleine Stadt im Middlesex County in Massachusetts. Das U.S. Census Bureau hat bei der Volkszählung 2020 eine Einwohnerzahl von 18.491 ermittelt.
Das Gebiet der Stadt wurde 1635 erstmals besiedelt und noch im selben Jahr wurde die Gemeinde Concord gegründet.

## Geschichte

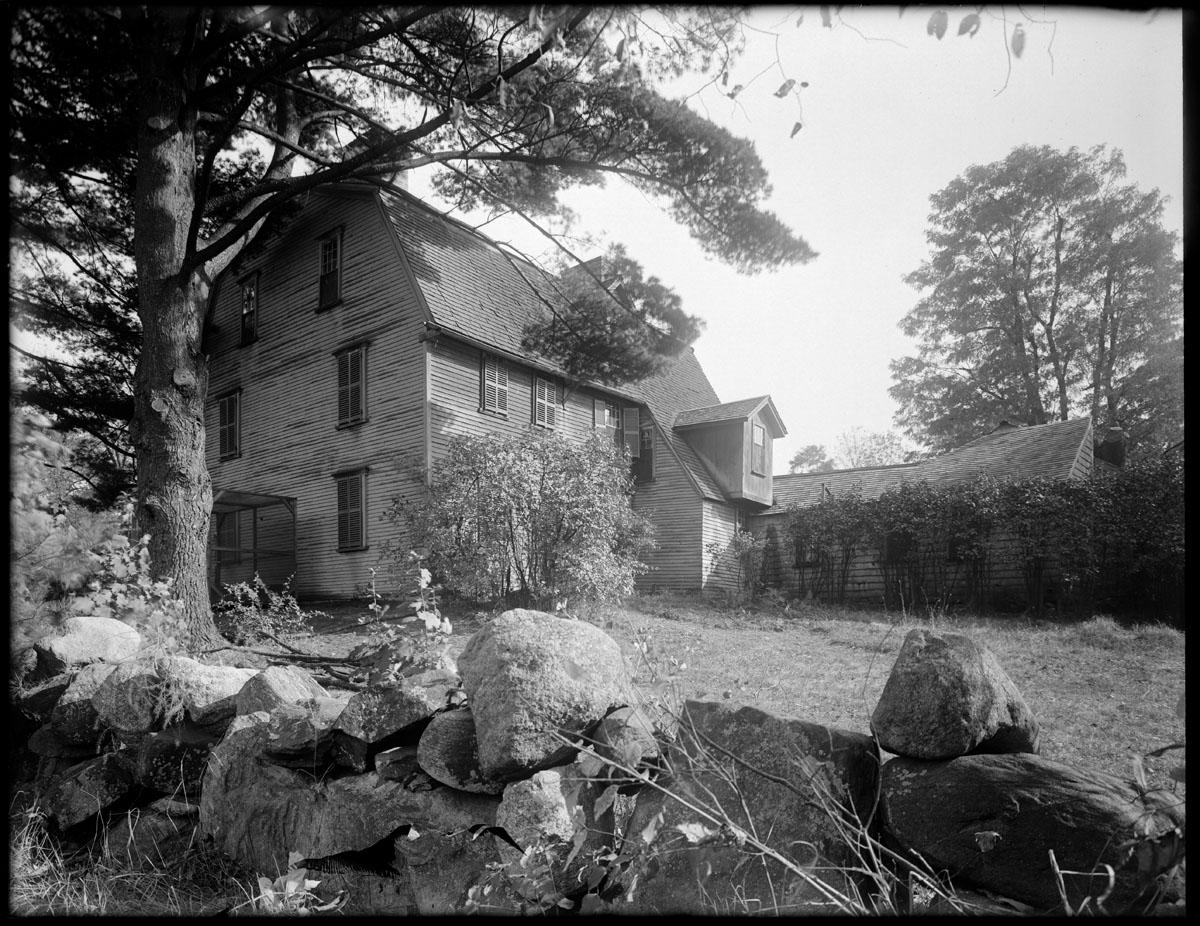
The Old Manse im Jahr 1930

Concord ist, nach Aussage von Henry James, für die amerikanische Literaturgeschichte das, was Weimar für die deutsche ist. Hier lebten viele der bedeutendsten Schriftsteller der amerikanischen Romantik, darunter Ralph Waldo Emerson und Nathaniel Hawthorne. Concord galt seinerzeit als Ort der amerikanischen neuidealistischen Bewegung, die unter der Bezeichnung Transzendentalismus bekannt wurde.
Berühmt ist der See Walden Pond, an dessen Ufer Henry David Thoreau zwei Jahre in einer Blockhütte lebte. Seine Erfahrungen mit dem einfachen Leben schrieb er in seinem Werk Walden nieder. Bekannt ist auch das Anwesen The Old Manse, welches von Emersons Großvater im Jahr 1770 erbaut wurde, und in dem Ralph Waldo Emerson und später Nathaniel Hawthorne und seine Frau lebten. In den 1860er Jahren lebte zudem Louisa May Alcott hier. Weite Teile der Bevölkerung forderten die Abschaffung der Sklaverei; Concord galt um 1860 als einflussreiches „Zentrum der Verehrung“ für den Abolitionisten John Brown.
Berühmt ist die Stadt zudem neben dem Ort Lexington als Ort der ersten Gefechte im Rahmen des Amerikanischen Unabhängigkeitskriegs.

## Mediale Rezeption
Auf Concord bezieht sich die berühmteste Klaviersonate von Charles Ives, die Piano Sonata No. 2 “Concord, Mass. 1840-60”, deren Sätzen er die Namen Emerson, Thoreau, Hawthorne und Die Alcotts gab.
Concord und das Leben in der Stadt in der zweiten Hälfte des 19. Jahrhunderts werden in dem Film Betty und ihre Schwestern thematisiert, der auf dem semiautobiographischen Werk Little Women der US-amerikanischen Schriftstellerin Louisa May Alcott basiert. In der US-Serie Boston Legal versucht die Stadt Concord, sich von den Vereinigten Staaten zu lösen.
Concord spielt in dem Video Spiel „Fallout 4“ für den Anfang des Spiels eine wichtige Rolle, da man dort viele Charaktere kennenlernt, so wie die erste vollständige T-45 Powerrüstung erhalten wird. Außerdem hat man in Concord die erste Auseinandersetzung mit einer „Todeskralle“".

## Städtepartnerschaften
Concords Partnerstädte sind
- Nanae in Japan
- Saint-Mandé in Frankreich
- San Marcos in Nicaragua
- Torreón in Mexiko
- Vila Nova de Gaia in Portugal

## Söhne und Töchter der Stadt

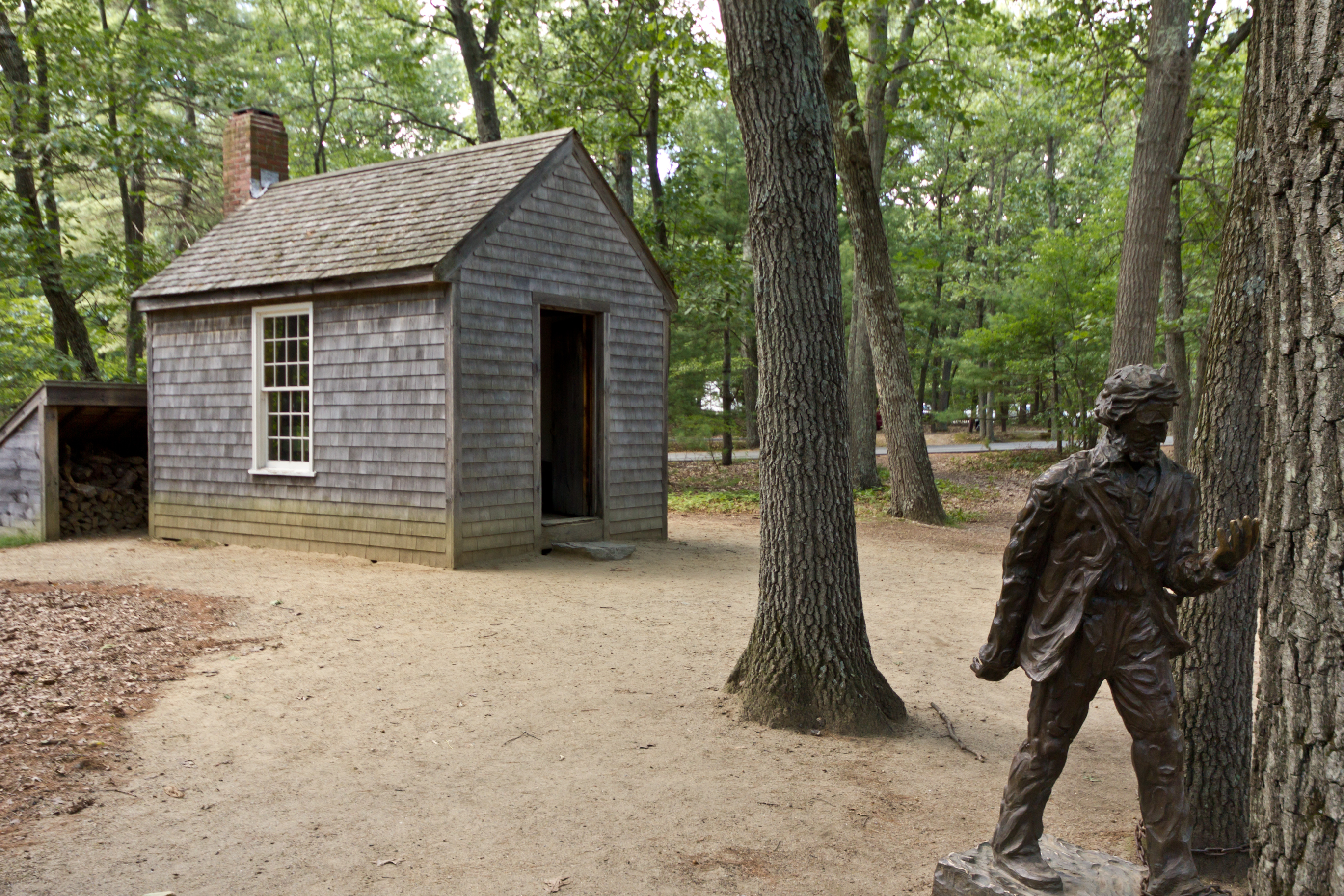
Thoreaus Hütte (Nachbau)

- Samuel Prescott (1751–1777), einer der Patrioten im Amerikanischen Unabhängigkeitskrieg
- Ralph Waldo Emerson (1803–1882), Schriftsteller und Philosoph
- Henry David Thoreau (1817–1862), Schriftsteller und Philosoph
- William Watson Goodwin (1831–1912), Klassischer Philologe
- Edward Waldo Emerson (1844–1930), Arzt, Autor und Dozent
- Robert Williams Wood (1868–1955), Experimentalphysiker
- Blanche Emile Wheeler (1870–1936), Archäologin
- Robin Moore (1925–2008), Autor und Drehbuchautor
- Gordon S. Wood (* 1933), Historiker
- Cass Sunstein (* 1954), Professor für Rechtswissenschaft
- Carol Twombly (* 1959), Schriftdesignerin
- Steve Carell (* 1962), Schauspieler und Comedian
- Clint Bajakian (* 1963), Komponist für Computerspiele
- Bob Sweeney (* 1964), Eishockeyspieler
- Peter Murnik (* 1965), Schauspieler
- Tom Glavine (* 1966), Baseballspieler
- Paget Brewster (* 1969), Schauspielerin
- Austin Grossman (* 1969), Buchautor und Spieleentwickler
- Simon Cote (* 1971), Basketballtrainer
- Vicki Movsessian (* 1972), Eishockeyspielerin
- Dean Rosenthal (* 1974), Komponist
- Hal Gill (* 1975), Eishockeyspieler
- Laurie Baker (* 1976), Eishockeyspielerin und -trainerin
- Greg Marcks (* 1976), Filmemacher
- Gennifer Hutchison (* 1977), Drehbuchautorin und Fernsehproduzentin
- Andrew McMahon (* 1982), Sänger und Songwriter
- Jenna Parker (* 1984), Schauspielerin, früher Triathletin